# رابرت ویسدن
رابرت ویسدن (انگلیسی: Robert Wisden؛ زادهٔ ۲ ژوئن ۱۹۵۸) هنرپیشه اهل انگلستان است.
از فیلم‌ها یا برنامه‌های تلویزیونی که وی در آن نقش داشته‌است می‌توان به نگهبانان، رانده‌شده به کشتن، افسانه‌های خزان، بار اضافه، ملکه برفی و مقصد نهایی اشاره کرد.
همچنین برندهٔ جوایزی همچون جایزه جمینای شده‌است.